# Władysław Rauch
Władysław Stanisław Rauch (ur. 12 lipca 1896 we Lwowie, zm. 1970) – kapitan lekarz Wojska Polskiego.

## Życiorys
Władysław Stanisław Rauch urodził się we Lwowie, w rodzinie Franciszka i Danieli .
12 marca 1921 roku został zatwierdzony z dniem 1 kwietnia 1920 roku w stopniu porucznika sanitarnego, w korpusie sanitarnym, w grupie oficerów byłej armii austriacko-węgierskiej. Na początku lat 20. został odkomenderowany na studia na Uniwersytecie Jana Kazimierza we Lwowie. Od 1 czerwca 1921 roku jego oddziałem macierzystym była Kompania Zapasowa Sanitarna Nr 7 w Poznaniu. Następnie został przeniesiony do 6 Batalionu Sanitarnego we Lwowie i przydzielony do Szpitala Rejonowego w Stanisławowie. 16 listopada 1923 roku został przemianowany z dniem 1 listopada 1923 roku na oficera zawodowego w stopniu porucznika ze starszeństwem z 1 czerwca 1919 roku i 78,5 lokatą w korpusie oficerów sanitarnych, w grupie podlekarzy. W 1925 roku uzyskał dyplom lekarza. 12 kwietnia 1927 roku został mianowany kapitanem ze starszeństwem z 1 stycznia 1927 roku i 12. lokatą w korpusie oficerów sanitarnych, w grupie lekarzy. W 1928 roku pełnił służbę w Baonie Podchorążych Rezerwy Piechoty Nr 6 w Zaleszczykach. 5 listopada 1928 roku został przeniesiony do Szkoły Podchorążych Piechoty w Ostrowi Mazowieckiej na stanowisko lekarza. 23 sierpnia 1929 roku został przeniesiony do 17 pułku piechoty w Rzeszowie na stanowisko starszego lekarza. 23 października 1931 roku ogłoszono jego przeniesienie do Batalionu Morskiego w Wejherowie na stanowisko starszego lekarza. W 1936 roku w dalszym ciągu pełnił służbę w baonie morskim. Mieszkał w Wejherowie przy ulicy Sobieskiego 20. Następnie został przeniesiony do rezerwy. W 1938 roku mieszkał w Gdyni przy ulicy Świętojańskiej 135.
W 1948 roku mieszkał w Wejherowie przy ulicy Dworcowej 12. Od 1 września 1949 roku pełnił, w stopniu kapitana, służbę w Powiatowym Urzędzie Bezpieczeństwa Publicznego w Wejherowie na stanowisku lekarza. Ukarany aresztem domowym i zwolniony dyscyplinarnie z pracy z dniem 15 sierpnia 1952 roku za zaniedbanie obowiązków służbowych . W latach 1955–1957 był inspektorem sanitarnym powiatu wejherowskiego .

## Ordery i odznaczenia
- Krzyż Niepodległości – 9 listopada 1933 roku „za pracę w dziele odzyskania niepodległości”[18][19]